# Mattoni 1873
Mattoni 1873 a.s. (do 2020 r. Karlovarské minerální vody, a.s.) – czeskie przedsiębiorstwo zajmujące się produkcją i dystrybucją wody i napojów, z siedzibą w Karlowych Warach. Jest największym dystrybutorem napojów bezalkoholowych w Europie Środkowej. 
Portfolio przedsiębiorstwa obejmuje wody mineralne i źródlane, soki, napoje bezalkoholowe oraz przekąski. Przedsiębiorstwo butelkuje wodę mineralną i źródlaną pod markami Mattoni, Magnesia i Aquila. W 2018 r. Karlovarské minerální vody przejęły oddziały PepsiCo na rynkach czeskim, słowackim i węgierskim. W 2019 r. ogłoszono zmianę nazwy z Karlovarské minerální vody na Mattoni 1873.